# Thru the Night
Thru the Night è un singolo del rapper statunitense Jack Harlow pubblicato il 21 agosto 2019.

## Tracce
1. Thru the Night – 2:42